# ام‌کیوام
ام‌کیوام (انگلیسی: HQM) شرکت خودروسازی آلمانی است، که در سال ۱۹۵۷ تأسیس شد.